# Arcieparchia di Homs dei Melchiti

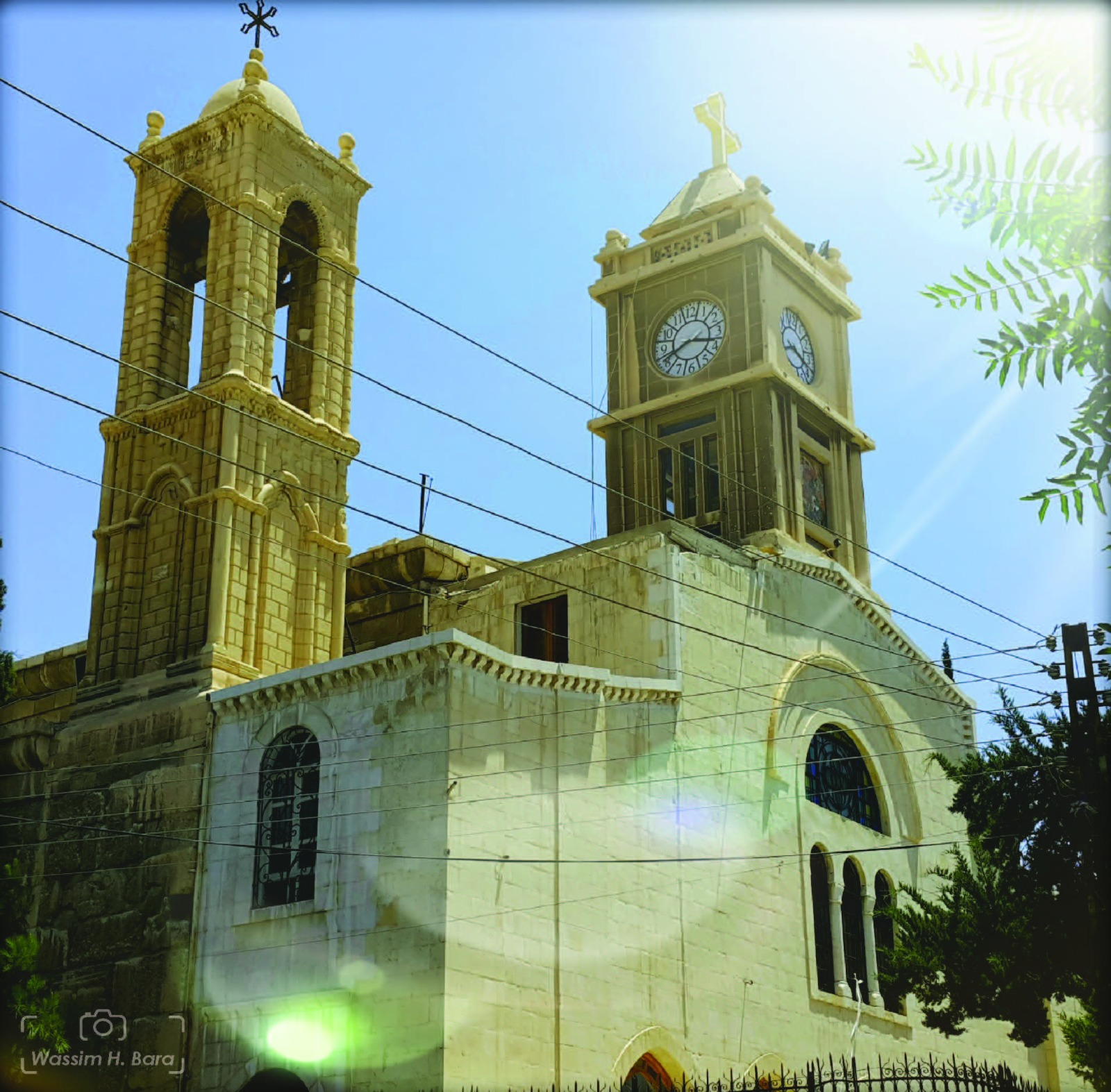
La cattedrale di Yabrud, dedicata ai Santi Costantino ed Elena.

L'arcieparchia di Homs dei Melchiti (in latino Archieparchia Hemesena Graecorum Melkitarum) è una sede metropolitana senza suffraganee della Chiesa cattolica greco-melchita in Siria. Nel 2021 contava 26.000 battezzati. È retta dall'arcieparca Jean-Abdo Arbach, B.C.
All'arcieparchia sono uniti i titoli di Hama (Epiphaniensis) e di Yabrud (Iabrudensis).

## Territorio
L'arcieparchia si estende nella parte centrale della Siria, corrispondente all'incirca ai governatorati di Hama e Homs, e all'estrema parte settentrionale di quello di Damasco, dove si trova la città di Yabrud.
Sede arcieparchiale è la città di Homs, dove si trova la cattedrale di Nostra Signora della Pace. A Yabrud sorge la cattedrale dei Santi Costantino ed Elena.
Il territorio è suddiviso in 20 parrocchie.

## Storia
L'eparchia cattolica di Homs è nata con la nascita stessa della Chiesa greco-melchita nel 1724, quando il vescovo Ignace al-Halabi seguì l'esempio del patriarca Cirillo VI Tanas e dichiarò formalmente l'unione con Roma. Con al-Halabi inizia la serie ininterrotta di vescovi greco-cattolici di Homs, città che fu sede di un'antica metropolia del patriarcato di Antiochia fin dall'epoca romano-bizantina con il nome di Emesa.
Alla morte nel 1811 di Joseph Safar, successore di Ignace al-Halabi, non fu più nominato un vescovo e la sede di Homs fu unita a quella di Baalbek.
La sede fu ripristinata dal patriarca Massimo III Mazloum, ed elevata al rango di arcieparchia, il 4 marzo 1849. Michel Ata, che prese il nome di Gregoire, fu nominato vescovo con i titoli di Homs, Apamea e Yabrud. Pochi anni dopo il suo insediamento, Grégoire Ata trasferì la propria sede a Yabrud, che rimase sede dei prelati di Homs fino al 1938.
Il distretto di Yabrud, prima del 1849, faceva parte dell'arcieparchia di Baalbek. Yabrud è un'antica sede vescovile d'epoca romano-bizantina, alla quale fu unita, in epoca imprecisata, un'altra antica sede romano-bizantina, la diocesi di Epifania, città che dopo la conquista araba nel VII secolo aveva preso il nome di Hama.
L'arcieparchia comprende anche il territorio dell'antica diocesi di Conocora, località identificata con la città di Qara, nelle montagne del Qalamoun. Nel corso della sua storia i vescovi di Homs o di Yabrud hanno portato occasionalmente anche il titolo di vescovi di Qara.
La cattedrale di Homs, distrutta durante la guerra civile siriana, è stata ricostruita ed inaugurata il 1º dicembre 2017.

## Cronotassi dei vescovi
Si omettono i periodi di sede vacante non superiori ai 2 anni o non storicamente accertati.
- Ignace al-Halabi † (1724 - circa 1761 deceduto)
- Joseph Safar † (circa 1761 - 1811 deceduto)
  - Sede unita a Baalbek (1811-1848)
- Gregoire (Michel) Ata † (20 febbraio 1849 eletto[6] - 3 dicembre 1899 deceduto)
- Flavien Cyrille Kfoury † (21 novembre 1901 - 1920 dimesso[7])
- Basile Khouri † (20 novembre 1920 - 15 ottobre 1938 dimesso[8])
- Athanasios Toutoungi † (1º ottobre 1938 - 5 dicembre 1961 nominato arcivescovo di Aleppo)
- Jean Bassoul, B.S. † (5 dicembre 1961 - 21 agosto 1971 nominato arcivescovo di Zahleh e Furzol)
- Denys Gaith, B.C. † (19 agosto 1971 - 22 marzo 1986 deceduto)
- Abraham Nehmé, B.C. † (20 agosto 1986 - 20 giugno 2005 ritirato)
- Isidore Battikha, B.A. (9 febbraio 2006 - 6 settembre 2010 dimesso)
- Jean-Abdo Arbach, B.C., dal 23 giugno 2012

## Statistiche
L'arcieparchia nel 2021 contava 26.000 battezzati.
| anno | popolazione | popolazione | popolazione | presbiteri | presbiteri | presbiteri | presbiteri                | diaconi | religiosi | religiosi | parrocchie |
| anno | battezzati  | totale      | %           | numero     | secolari   | regolari   | battezzati per presbitero | diaconi | uomini    | donne     | parrocchie |
| ---- | ----------- | ----------- | ----------- | ---------- | ---------- | ---------- | ------------------------- | ------- | --------- | --------- | ---------- |
| 1950 | 9.000       | 470.000     | 1,9         | 10         | 9          | 1          | 900                       |         |           |           | 15         |
| 1980 | 17.700      | ?           | ?           | 11         | 4          | 7          | 1.609                     |         | 8         | 29        | 12         |
| 1990 | 25.000      | ?           | ?           | 15         | 6          | 9          | 1.666                     |         | 10        | 21        | 15         |
| 1999 | 25.000      | ?           | ?           | 17         | 14         | 3          | 1.470                     |         | 3         | 20        | 20         |
| 2000 | 27.250      | ?           | ?           | 18         | 15         | 3          | 1.513                     |         | 3         | 20        | 18         |
| 2001 | 48.000      | ?           | ?           | 15         | 14         | 1          | 3.200                     |         | 1         | 18        | 16         |
| 2002 | 27.000      | ?           | ?           | 14         | 13         | 1          | 1.928                     |         | 2         | 22        | 17         |
| 2003 | 27.000      | ?           | ?           | 15         | 14         | 1          | 1.800                     |         | 1         | 25        | 17         |
| 2004 | 27.000      | ?           | ?           | 14         | 13         | 1          | 1.928                     | 1       | 2         | 31        | 17         |
| 2006 | 30.000      | ?           | ?           | 27         | 23         | 4          | 1.111                     |         | 6         | 25        | 17         |
| 2009 | 30.000      | ?           | ?           | 21         | 19         | 2          | 1.428                     | 2       | 3         | 25        | 21         |
| 2010 | 30.000      | ?           | ?           | 19         | 18         | 1          | 1.578                     | 2       | 2         | 28        | 21         |
| 2016 | 70.000      | ?           | ?           | 16         | 15         | 1          | 4.375                     | 1       | 2         | 16        | 22         |
| 2019 | 27.000      | ?           | ?           | 19         | 19         |            | 1.421                     |         |           |           | 21         |
| 2021 | 26.000      | ?           | ?           | 17         | 14         | 3          | 1.529                     |         | 6         | 12        | 20         |